# Prithvipur
Prithvipur is een nagar panchayat (plaats) in het district Niwari van de Indiase staat Madhya Pradesh. 

## Demografie
Volgens de Indiase volkstelling van 2001 wonen er 22.542 mensen in Prithvipur, waarvan 53% mannelijk en 47% vrouwelijk is. De plaats heeft een alfabetiseringsgraad van 50%. 